# Wang Dongxing

Wang Dongxing (汪东兴), né le 1er janvier 1916 dans le Jiangxi et mort le 21 août 2015 à Pékin à 99 ans), est le principal garde du corps de Mao Zedong durant la révolution culturelle, du fait de sa position de commandant du régiment spécial 8341.
Démis par Mao pour une protection excessive et envoyé dans un camp de rééducation, il est plus tard réintégré dans ses fonctions. Il est membre des 9e, 10e et 11e Politburos du PCC.
Wang Dongxing a été partie prenante du coup d'État contre la Bande des Quatre, puis un membre du Politburo sous Hua Guofeng avant de perdre son influence sous Deng Xiaoping.